# Citroën C-Airdream
Der C-Airdream war ein Konzeptfahrzeug, das Citroën 2002 auf dem  Pariser Autosalon der Öffentlichkeit präsentierte. Er war ein im Stil des Citroën SM gehaltenes Kombicoupé mit 2+2 Sitzen der Oberklasse. Besonderen Wert legte Citroën auf geringen Luftwiderstand und der Luftwiderstandsbeiwert betrug 0,28. Zudem sollte der C-Airdream die neue Designlinie des Hauses präsentieren. Die meisten Designelemente finden sich in der später gestarteten Oberklasselimousine Citroën C6.
Das Fahrzeug wird nur am Lenkrad gesteuert. Statt Pedale wurde im C-Airdream mittels Daumendruck auf die im Inneren des Lenkrads angeordneten Tasten Gas gegeben und mittels Händedruck auf die andere Seite des Lenkrads die Bremsen betätigt. Die Gänge des Automatisiertes Schaltgetriebe werden mithilfe von Schaltwippen gewechselt, die in Daumenhöhe ebenfalls auf der Innenseite des Lenkrads angebracht waren.
Die Frontscheinwerfer schwenken mit der Lenkung. Citroën führte dies 1968 mit dem Citroën DS als Kurvenlicht ein. Zwischenzeitlich war diese Möglichkeit aus Sicherheitsgründen gesetzlich verboten, 2002 wurden die Gesetze wieder geändert und mittlerweile ist diese Technik bei diversen Serienmodellen von Citroën wieder erhältlich.
Das Oberteil der Karosserie war rundum verglast, wobei der Bereich über den Passagieren mittels Panoramadach zu öffnen war. Beim C-Airdream setzte Citroën seine neueste Generation der Hydractive-Federung ein, während die Lenkung und das Bremssystem elektronisch gesteuert waren. 3,0-Liter-V6-Saugmotor mit 140 kW (190 PS) trieb den Wagen an.